# Macroglossum arcuatum
Macroglossum arcuatum är en fjärilsart som beskrevs av Moore 1857. Macroglossum arcuatum ingår i släktet Macroglossum och familjen svärmare. Inga underarter finns listade i Catalogue of Life.